# Noia (geslacht)
Noia is een geslacht van rechtvleugeligen uit de familie sabelsprinkhanen (Tettigoniidae). De wetenschappelijke naam van dit geslacht is voor het eerst geldig gepubliceerd in 1870 door Walker.

## Soorten
Het geslacht Noia  is monotypisch en omvat slechts de volgende soort:
- Noia testacea (Walker, 1870)